# Mühlenberger Loch
Mühlenberger Loch este o arie protejată (arie de protecție specială avifaunistică — SPA) din Germania întinsă pe o suprafață de 737 ha, integral pe uscat.

## Localizare
Centrul sitului Mühlenberger Loch este situat la coordonatele 53°32′31″N 9°48′11″E / 53.5419°N 9.8031°E.

## Înființare
Situl Mühlenberger Loch a fost declarat arie de protecție specială avifaunistică în octombrie 1998 pentru a proteja 20 de specii de animale.

## Biodiversitate
Situată în ecoregiunea atlantică, aria protejată nu include niciun habitat protejat.
La baza desemnării sitului se află mai multe specii protejate de  păsări (20): rață sulițar (Anas acuta), rață lingurar (Anas clypeata), rață mică (Anas crecca crecca), Anas platyrhynchos platyrhynchos, Anas strepera strepera, Branta leucopsis, fugaci de țărm (Calidris alpina), chirighiță neagră (Chlidonias niger), codalb (Haliaeetus albicilla), Larus argentatus, pescăruș sur (Larus canus), Larus marinus, pescăruș mic (Larus minutus), pescăruș râzător (Larus ridibundus), ferestraș mic (Mergus albellus), bătăuș (Philomachus pugnax), ciocântors (Recurvirostra avosetta), chiră de baltă (Sterna hirundo), călifar alb (Tadorna tadorna), nagâț (Vanellus vanellus).